# Katayoku no Icarus
Singles de Yui Sakakibara
Shining Star
(2007) Koi no Honoo
(2008)
Katayoku no Icarus est le 10e single de Yui Sakakibara sorti sous le label LOVE×TRAX Office le 25 janvier 2008 au Japon. Il arrive 29e à l'Oricon, il reste classé 12 semaines pour un total de 12 411 exemplaires vendus.
Katayoku no Icarus a été utilisé comme thème d'ouverture pour l'anime H2O -FOOTPRINTS IN THE SAND- et Switch on ♪ comme thème. Katayoku no Icarus et Switch on ♪ se trouvent sur la compilation Evergreen.

## Liste des titres
| 1. | Katayoku no Icarus (片翼のイカロス)                | Agematsu Noriyasu | Agematsu Noriyasu | 4:12 |
| 2. | Switch on ♪ (スイッチ・オン♪)                      | kanoko            | Fujima Hitoshi    | 3:48 |
| 3. | Katayoku no Icarus (Instrumental) (片翼のイカロス) | Agematsu Noriyasu | Shiranui Tsubasa  | 4:11 |
| 4. | Switch on ♪ (Instrumental) (スイッチ・オン♪)       | kanoko            | Fujima Hitoshi    | 3:46 |